# ナイル・キニック

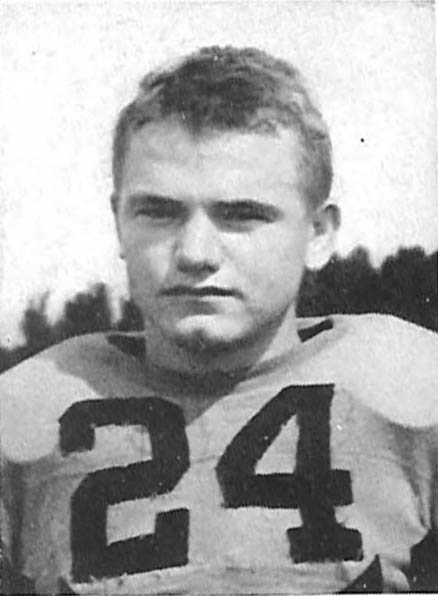
ナイル・キニック（1939年頃）

ナイル・キニック・ジュニア（Nile Clarke Kinnick, Jr. 1918年7月9日-1943年6月2日 ）は、アイオワ州エイデル出身のアメリカンフットボール選手。身長173cm、体重77kgの小柄な選手だった。アイオワ大学在学中の1939年にハイズマン賞を受賞した。第二次世界大戦が始まるとアメリカ海軍のパイロットとなった。訓練飛行中の1943年6月2日ベネズエラのパリア半島の沖合で事故死した。彼の死後1951年にカレッジフットボールの殿堂入りを果たし、1972年にはアイオワ大学のスタジアムはキニック・スタジアムと改称された。

## 生い立ち

アイオワ州エイデルの位置

彼はナイル・キニック・シニアとフランシス・クラークの間に生まれた。彼には二人の弟がいた。彼の母方の祖母はアメリカ独立戦争で活躍した将軍、ナサニエル・グリーンの遠い親戚だった。また母方の祖父のジョージ・クラークは1878年にアイオワ大学を卒業、1912年から1916年までアイオワ州知事を2期務めた。
両親が教育熱心でクリスチャン・サイエンスを学んだ彼は規律、ハードワーク、高いモラルを身につけた。常に自己改善を考えるようになり弱点を強さとするように取り組むようになった。
スポーツにも興味を持つようになり後にMLBで野球殿堂入りを果たすボブ・フェラーと野球をする機会もあった。中学時代はアメリカンフットボール、バスケットボールの花形だった。
高校1年の時、彼のチームはフットボールで無敗でシーズンを終えた。またバスケットボールでは485得点をあげて地区の決勝試合まで進んだ。高校2年が過ぎるとの時彼の家族はネブラスカ州オマハに引っ越した。高校3年の時、彼は州のファーストチームにアメリカンフットボールとバスケットボールのそれぞれで選ばれた。彼は弟のベンソンと共にバスケットボールでチームを州のトーナメントで3位まで導いた。

## 大学時代
彼は優秀な学生であり優秀なリーダーであった。1935年に高校を卒業することはできたが両親は大学に入るための準備を十分にするために卒業を1年遅らせた。ミネソタ大学ツインシティー校に進学することも考えたがアイオワ大学を選んだ。
アイオワ大学の成績が彼を引きつけたものかもしれない。高校のコーチだった Verle Davis は「キニックは下位の学校に行きたがっていた。ミネソタ大学は上位校だった。」と発言している。
どん底状態だったアイオワ大学（1930年から1938年までに22勝しかあげられずビッグ10の大学相手では5勝に留まった。）に進学することで自分自身の弱さに立ち向かおうとしたのではないかと見られる。
オジー・ソレムに率いられたフットボールチームで1年次から彼は共同キャプテンとなり、ランとパスで2つのタッチダウンをあげた。また野球とバスケットボールにも1年次に出場した。1936年シーズン終了と共にソレムはアイオワ大学を離れてシラキューズ大学に移り、新ヘッドコーチとして Irl Tubbs がやってきた。2年次に彼は活躍したがチームはなかなか勝てなかった。
その年のパシフィックコースト・カンファレンスチャンピオンとなるワシントン大学との試合に0-14で敗れた後、ブラッドリー大学との試合でその年唯一の勝利をあげた。チームは1勝7敗であったにも関わらず相手チームはキニックに注目した。彼はカンファレンスチーム（カンファレンスのベストメンバー）に選ばれ、アイオワ大学がウィスコンシン大学に1タッチダウンしかあげられず6-13で敗れた後、前ヘッドコーチだったソレムは「キニックはアイオワ州の歴史上最高の選手だと信じているし今後もそうであろうと思う。」
1937年、アイオワ大学はビッグ・テン・カンファレンス（ビッグ10）内での5試合全てに敗れた。最も僅差となった試合はミシガン大学に6-7で敗れた試合でありキノックは74ヤードのパントリターンタッチダウンをあげていた。
スポーツライターのベートマグレーンは次のように書いている。「私はアイオワが勝った試合を思い出すことができない。みなさんは1度か2度コイントスで勝つこともあるだろうと思うでしょうが。」アイオワ大学は13試合コイントスに勝てなかった。1937年にはキニック1人だけにスポットがあてられてビッグ10のオールファーストチームに全米サードチームに選ばれた。
彼はバスケットボールも続けた。1937-38シーズン、大学の2番目の得点源となった彼はビッグ10の中でも15位の得点を2年次にあげた。
夏には3番目のスポーツとなる野球を行った。3年生となる1938年のフットボールシーズン開幕前に足首に故障を抱えた。痛みをこらえて彼はプレーしたが十分な活躍を見せることができなかった。彼のクリスチャンサイエンスの信条はチームドクターからの十分な医療行為を受け入れることを許さず信仰の強さで治癒させるものと信じていた。
1938年、彼はビッグ10の表彰選手とならなかった。後に彼が足首を骨折したままプレイしたことが明らかになった。多くの人々はクリスチャンサイエンスのせいで彼は十分な医者の治療を受けなかったのではとささやいた。しかしチームメートたちは彼が自分の足首を異なる方法で固定しており、他の誰にもさわらせたくなかったからだと述べた。
彼は学業に専念するためにバスケットボールの試合には出ないことを宣言した。1勝6敗1分に終わったシーズン終了後、
Tubbs コーチは解雇されてエディー・アンダーソンが新ヘッドコーチに就任した。

### 1939年シーズン
1939年シーズン開幕前、彼はこう書いている。「3年間、いや15年間フットボールの最終年度のための準備をしてきた。アンダーソンヘッドコーチに本物のフットボール選手がどんなものか見せて見たい。」
アンダーソンコーチはすぐにキニックのことを気に入った。他の選手に対しては姓で呼んだがキニックに対しては「ナイル」といつも呼んだ。
アンダーソンコーチは1939年のシーズン、先発選手が十分な時間役割を果たすことができればチーム成績が向上することを予感していた。開幕戦前、地元紙であるDes Moines Registerは「鉄人たちがアイオワのフットボールを変えるかもしれない」といった記事を載せた。1939年のチームは "Ironmen"（鉄人）と呼ばれ大学史上最高のチームとなった。そして多くの選手たちが全試合に出場した。
1939年アイオワ大学はシーズン成績を6勝1敗1分としてAPランキング9位で終えた。キニックはわずか31回のパスで638ヤードを獲得し、11のタッチダウンを決めた。そしてランでも374ヤードを獲得した。またキックオフリターンでは全米トップの337ヤードを稼ぎインターセプトも8回行った。チームのタッチダウン19のうち、彼があげたタッチダウンは16（パスで11、ランで5）、130得点のうち107得点にからんだ。また420分中402分に出場した。（最終戦のノースウェスタン大学戦終盤肩を痛めて退場した。）大学記録を14塗り替え、そのうち65年たった時点でも6個の記録が破られていない。
このシーズンのノートルダム戦では7-6で勝利したが彼のタッチダウンおよびドロップキックによるエクストラポイントがチームがあげた全得点であり、16回のパントを蹴り平均45.7ヤード（最長63ヤード）の記録を残し番狂わせを演じた。
シーズン終了後、彼は多くの賞を受賞した。カレッジフットボールのオールアメリカンファーストチームに選ばれ、AP通信による最優秀アスリートの投票ではジョー・ディマジオ、バイロン・ネルソン、ジョー・ルイスを破り満場一致で選出された。ビッグ10のMVP、ウォルター・キャンプ賞、マクスウェル賞などを受賞した。1939年11月28日にはフットボールで最も名誉ある賞、ハイズマン賞を受賞した。1939年に彼が受賞したハイズマントロフィーはアイオワ大学の殿堂に飾られている。

## 1939年以後

### 将来計画
4年次に彼はアイオワ大学の学生会長に選ばれた。GPAは3.4でありアイオワ大学のファイ・カッパ・サイメンバーとなった。経済学を学んでいた彼はファイ・ベータ・カッパ・クラブに選ばれた30人の学生の1人となった。
カレッジフットボールのオールスターゲームに彼はトップの得票を得て出場しアンダーソンヘッドコーチもコーチとして選ばれ、彼らはアイオワ大学のOBであるジョー・ローズのいるNFLチャンピオンのグリーンベイ・パッカーズと対戦した。試合は45-28でパッカーズが勝利した。キニックはこの試合で2つのタッチダウン及びキックで4回のエクストラポイントをあげた。この試合でキノックがプレイ中にオールスターが4つのタッチダウンを奪ったことが注目された。彼がベンチに退いた後はわずか1つのファーストダウンしかあげることができなかった。
彼はいくつかのプロチームから魅力的なオファーを受けたが断っている。NFLのブルックリン・ドジャースにドラフトで指名されチームオーナーは年俸1万ドル、1試合出場するごとに1000ドルの出場給を提示したが彼はアイオワ大学のロースクールに進学し1年後に3番の席次となった。
彼はまた政治学にも興味を示した。キニックは州知事の孫であり若い共和党員であった。1940年アメリカ合衆国大統領選挙で彼はウェンデル・L・ウィルキーを推薦した。
1940年にロースクールに通いつつフットボールチームのアシスタントコーチも務めた。彼の役割はチームの1年生へのもの、相手チームのスカウティングだった。1941年もアシスタントコーチを続けた。

### 海軍従軍
ロースクールに通い始めて1年ほど経過した1941年8月に彼は海軍航空隊に入ることを決意した。アイオワ州内でスピーチを終えてオマハの両親の元に戻った彼は真珠湾攻撃の3日前に心境を書きつづっている。
彼は1942年にアイオワに帰還した。出身地であるアデルへの訪問、父との出会いはこれが最後となった。彼はアイオワシティに行き、アイオワ大学とセントルイス・ワシントン大学との試合をプレスボックスから見学した。観衆は彼が来場したことを知ると "We want Kinnick!" と一斉に叫んだ。
彼は戦闘機のパイロットとしての訓練を受けた。彼は1943年5月末に空母レキシントンに配属される前に両親に残した最後の手紙で「この仕事は任務だけでなく冒険です。敵を恐れず自信を持って対峙することができると信じています。神が自分のそばに右手に宿っているのを信じています。私は動じません。私たちは生活の全て、愛情、笑いを共有しました。神がいつも我々のそばにいますように。あなたの信頼と勇気がぐらつかないと信じています。さようならを言わせていただきます。」と書いている。

## 事故死

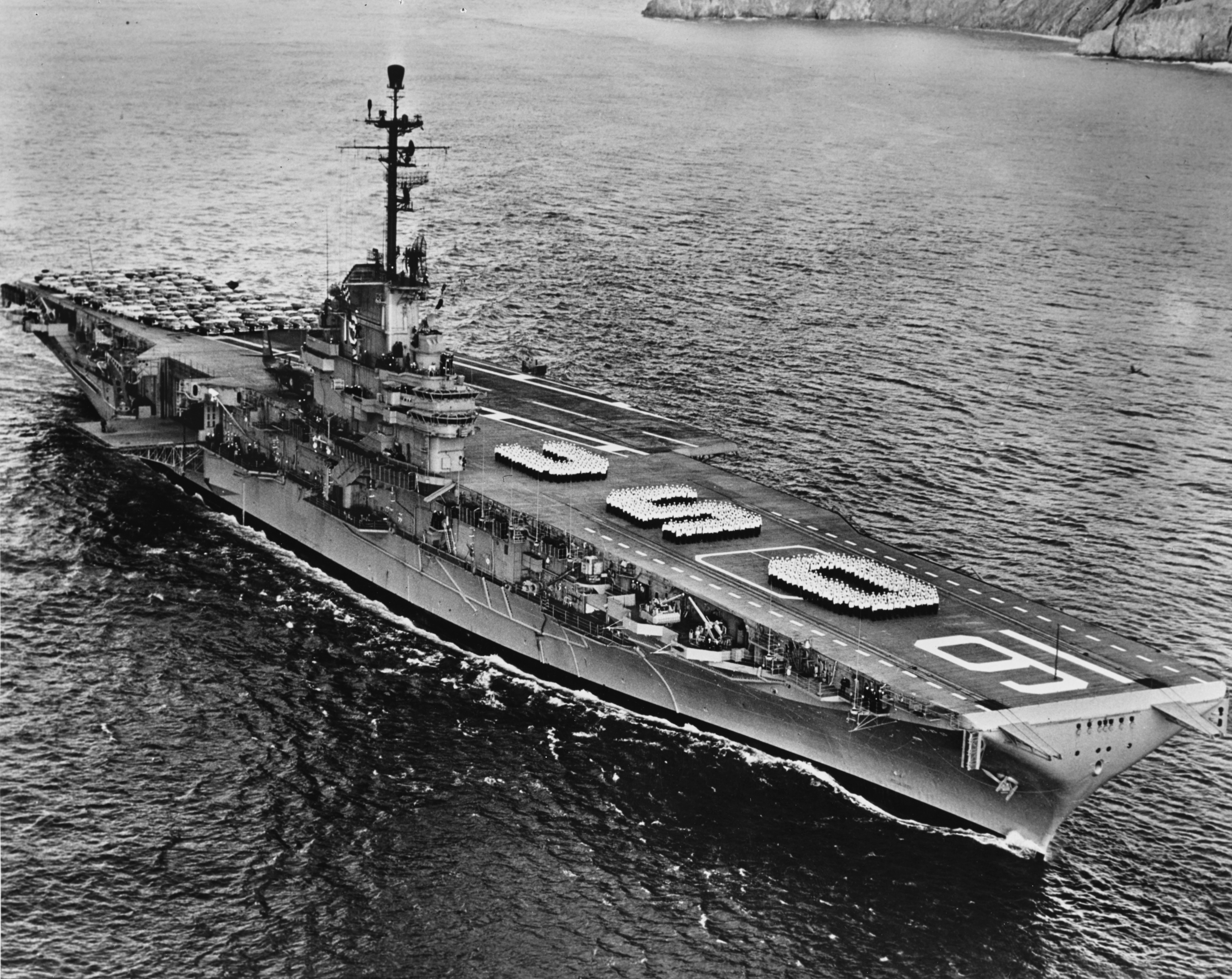
空母レキシントン

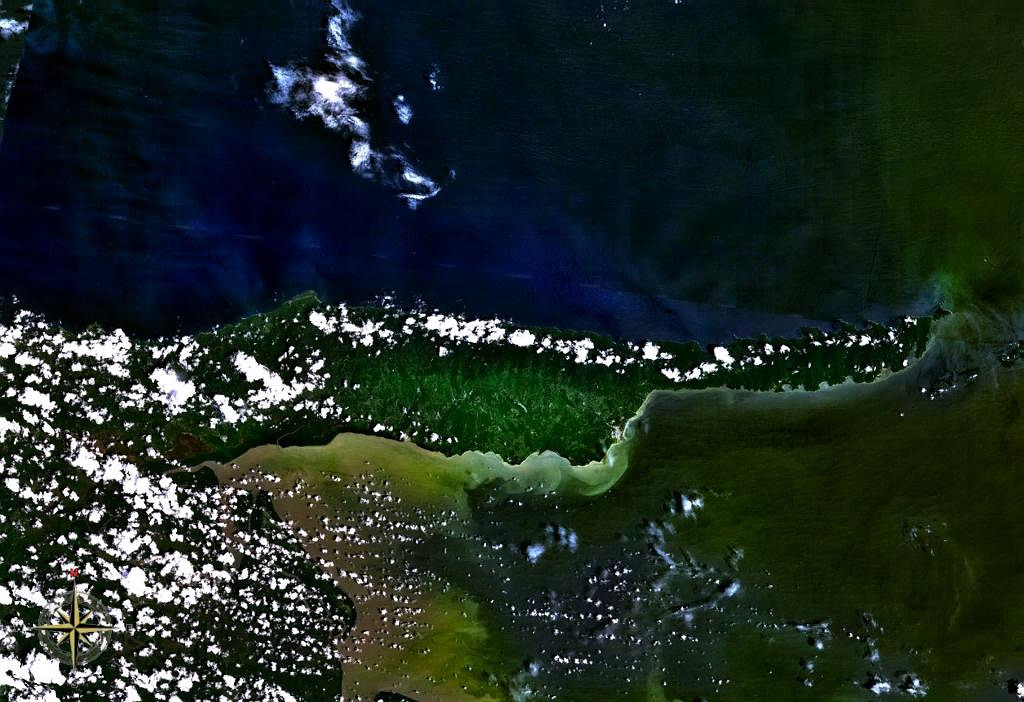
宇宙からみたパリア半島

1943年6月2日、空母レキシントンからの発艦の訓練をしていた彼のグラマンF4Fワイルドキャットはベネズエラのパリア湾沿岸の海岸に墜落した。燃料が漏れ出した機体を発艦する飛行機で混雑していた飛行甲板に着艦することもできず1時間以上飛行を続けた後のことであった。この際、緊急着水を試みたが失敗し亡くなった。8分後にレスキューボートが到達したが油しか発見されなかった。彼の遺体は見つからなかった。ハイズマン賞受賞者として最初の亡くなった人物となった彼はこの時わずか24歳であった。
アイオワのスポーツキャスター、テイト・カミンズは「キニックは大学スポーツが美しいものであることを証明しました。彼はもういない･･･。」
両親に届けられた上官からの手紙には「彼の機体は全ての燃料を失い、着水に失敗しました。」と書かれていた。彼の同僚のビル・ライターも燃料もれがひどくレキシントンから4マイルの距離で着水を試みたと書いている。彼のような状況で着艦を試みる選択は空母の搭乗員を危険にさらすものであり、軍の標準的な規則で着水を試みることになっていて、無理矢理強いたものではなく、レキシントンからの指令ではなかった。
キニックの死に関してはいくつかの不確かな情報がある。ライターによると彼が機体から放り出され水中で動かなくなっているのを見たという。ライターは3ヶ月後のウェーク島の戦い（キニックが生きていたら最初の任務となった）に参加し戦死した。
キニックの遺体は見つからなかったため彼の遺体は飛行機の中にあるかもしれない。高校時代にキノックのチームメートだった Dick Tosaw はキニックの機体をサルベージして記念碑をキニック・スタジアムか高校に建てることを提案した。しかしこの提案に対してキニックの父親は息子の墓を掘り起こすようなものとして反対を表明した。チームメートからも強い反対がありこの計画は断念された。

## 死後

### 表彰
死後彼には数え切れないほどの栄誉が与えられた。太平洋戦争に勝利しアメリカが日本を占領するとアメリカは幻に終わった東京オリンピックの会場となる予定だった明治神宮外苑競技場をナイル・キニック・スタジアムと改称した。神奈川県横須賀市のアメリカ軍人のための学校もナイル・キニック・ハイスクールと名付けられた。
ビッグ10カンファレンスで行われる全てのフットボールゲームでは彼の姿を印したコインによるコイントスが行われるようになりその年の暮れに各大学はそれぞれコインを受け取った。アイオワ大学では彼の死後すぐに彼を讃えた基金が設けられアイオワ州の優れた学生アスリートへの奨学金を毎年与えている。
彼の背番号24はアイオワ大学フットボール部でたった2つしかない永久欠番となった。（もう1つはカル・ジョーンズの62番）
1951年にはカレッジフットボール殿堂入りを果たした。（アイオワ大学からの殿堂入りは彼の他にはデューク・スレーターのみである。）
1989年にアイオワ大学フットボールの100周年を記念してファンは大学史上最高チームの一員にハーフバックのポジションだけでなくチームMVPにも選んだ。1951年に彼はアイオワ大学のスポーツ殿堂入りを果たす5人の1人として選ばれた（他にはデューク・スレーター、オーブリー・デバイン、ジェイ・バーワンガー、エルメー・レイデン）。1999年にスポーツ・イラストレイテッドによってアイオワ州のアスリートとしてダン・ゲーブル、ボブ・フェラーに次いで3位に選ばれている。
カレッジ・フットボール・ニュースはキニックをカレッジフットボールで歴代9番目の偉大な選手としている。アイオワシティー劇場はキニックの生涯を紹介している。4冊の本がキニックと1939年のアイオワ大学フットボールチームの活躍について書かれている。
ネブラスカ州オマハにあるオマハノースウェスト高校のフィールドには彼の名前が付けられている。

### スタジアムへの命名
1943年の彼の死後、アイオワスタジアムを彼の栄光を称えて改称しようとする動きがあった。けれども彼の父親は息子が40万7000人の第二次世界大戦で亡くなった1人に過ぎないとしてその案に賛成しなかった。彼の弟のベンも海軍パイロットになり、1944年8月に太平洋で戦死していた。大学は彼の意向を尊重した。
1970年代初め、アイオワ州の地元紙"Cedar Rapids Gazette"のスポーツ編集者であるガス・シュレーダーは自分の人気コラム上でスタジアムへの命名の世論が盛り上がることを狙った。これによりスタジアム改名への賛同は高まり、彼の父親も息子の名前をスタジアムに命名することに反対していた気持ちを和らげた。
1972年春、アイオワ大学の委員会はスタジアムの名前を大学唯一のハイズマン賞受賞者である彼の名前に改称することを決定した。その年9月23日開幕戦のオレゴン州立大学との試合前にセレモニーが実施されてアイオワスタジアムはキニック・スタジアムとなった。彼の父親もセレモニーに出席してうれしそうな様子を見せた。
父親は息子ととても親しかった。彼らは頻繁に手紙のやりとりを行い若いキニックに大きな影響を与えた。しかしながら常に控えめであり続け1939年のアイオワ大学の快進撃が話題になるとチームメートについて述べたてた。2人の息子を亡くしてから50年近く生き続けアイオワ大学のフットボール史上最高の栄誉を彼の息子が受けるのを見ることになった。
キニック・スタジアムはカレッジフットボールで唯一のハイズマン賞受賞者の名前をつけたスタジアムとなっている。2006年に改修が行われ開幕戦の前日である9月1日に14フィートの高さの彼の銅像もスタジアム正面にお目見えした。セレモニーではヘッドコーチの Kirk Ferentz のスピーチと共にキニックが搭乗した飛行機の複製による低空飛行も行われた。2007年には1939年のノートルダム大学戦で彼がタッチダウンをあげたシーンのレリーフがスタジアムの壁面に設けられた。

### 最後の手紙
彼の死が公表された後、1943年7月3日、彼の女友達が郵便配達人が見落としていた彼からの手紙を受け取った。これがキニックからの最後の手紙であった。その手紙にはナイルが彼女の送った手紙（アイオワシティーに彼女が旅行した詳細）に対する反応が書かれていた。
その手紙で彼は「私はあなたがアイオワシティーという小さな町を訪れその詳細について手紙をくれたことを大変うれしく思います。その町は私にとって非常に大事なもので家同然でした。人々やキャンパス、木々など全てが大好きでした。春の夕闇にゴルフコースを横切った景色は非常に美しいものでした。私がそうしたように同じ景色を見ていたらと思います。」